# Pterolophia concreta
Pterolophia concreta là một loài bọ cánh cứng trong họ Cerambycidae.